# دييغو فرانكو
دييغو فرانكو (بالإسبانية: Diego Franco)‏ (13 سبتمبر 1992 بمدينة مكسيكو في المكسيك - ) هو لاعب كرة قدم مكسيكي في مركز الوسط.

## وصلات خارجية
- دييغو فرانكو على موقع قاعدة بيانات كرة القدم.إي يو (الإنجليزية)
- دييغو فرانكو على موقع Soccerway.com (الإنجليزية)